# Associação de Críticos de Cinema de Toronto
Associação de Críticos de Cinema de Toronto (em inglês: Toronto Film Critics Association (TFCA)) é uma organização de críticos de cinema de periódicos e revistas de Toronto. Em 1999, o TFCA uniu-se à FIPRESCI. Seus integrantes já foram júris em vários festivais em todo o mundo, como o de Cannes, Berlim, Veneza e do própria de Toronto. A TFCA começou a apresentar prêmios em 1998, e se tornou um grande evento anual no calendário do cinema nacional e mundial. No mês de dezembro, seus participantes se reúnem para votar nos Prêmios Toronto Film Critics Association (em inglês: Toronto Film Critics Association Awards).

## Membros
Os atuais membros da TFCA:
- Chris Alexander – AM 640, Jornais Metro
- Jason Anderson – Freelance da Revista
- Nathalie Atkinson – The Globe and Mail
- Linda Barnard – Freelance da Revista
- Liz Braun – Toronto Sun
- Anne Brodie – Metro Jornais, Monstros e Críticos
- Felipe Castanho – Freelance da Revista
- Bill Câmaras – Filme Freak Central
- Susan G. Cole – Revista Now
- Bruce De Mara – Toronto Star
- Thom Ernst – Freelance da Revista
- Eli Glasner – CBC
- Jason Gorber – Tela de Anarquia
- Karen Gordon – Freelance da Revista
- Tina Hassannia – Freelance da Revista
- Jake Howell – Freelance da Revista
- Peter Howell – Toronto Star
- Bruce Kirkland – Toronto Sun
- Chris Knight – National Post
- Calum Marsh – National Post
- Angelo Muredda – Freelance da Revista
- Adam Nayman – Cinema Âmbito
- Andrew Parker – Freelance da Revista
- Mark Peranson – Cinema Âmbito
- Jennie Apostador – Variedade
- Kiva Reardon – Cléo Jornal
- Johanna Schneller – The Globe and Mail
- Gilbert Seah – Cinema Eye Honors
- Alice Shih – Fairchild Rádio
- Radheyan Simonpillai – Revista Now
- Jim Slotek – Toronto Sun
- Glenn Sumi – Revista Now
- Kate Taylor – O Globo e Correio
- José Teodoro – Cinema Âmbito
- Norma Wilner – Revista Now